# Angelika Köhlermann
Angelika Köhlermann ist ein 1998 gegründetes unabhängiges, österreichisches Musiklabel.
Labelbetreiber sind die beiden Musiker und Grafiker Gerhard Potuznik und Tex Rubinowitz, die davor Mitglieder der Band Mäuse waren. Das Label bedient ein breites Spektrum an Musikgenres von Glitch über Hard Rock bis Elektroakustik. Die meisten Platten werden in Japan und den USA verkauft. Namensgeberin des Labels ist die Sängerin Michiko Kusaki, die mit bürgerlichem Namen Angelika Köhlermann heißt.

## Veröffentlichungen
- AK001: Sam & Valley – Unsuitable Japanese
- AK002: Hikashu − 4 Track Bootleg
- AK003: Queen of Japan – Mercury Rising
- AK004: Michiko Kusaki – Bye, Bye Baby
- AK005: Sam & Valley – A Miracle Is Simple
- AK006: Postscript – Bacchanalia
- AK007: Various Artists – Re:Kusaki
- AK008: Estompen – Monitorwelt
- AK009: Queen of Japan – Nightlife in Tokyo
- AK010: Cnut – Prince of Shampoo
- AK011: Raven Rec – Living on a Lake
- AK012: Electronicat – Birds Want to Have Fun
- AK013: Wipeout – Anthems for the Underachievers
- AK014: Ted Minsky – Madame Le Ted
- AK015: Schmoof – Bedroom Disco
- AK016: Boulder Dash – Alien Folk Trash
- AK017: B.O.S. – O-Land
- AK018: Pierre Crube – Immediate False Relief
- AK019: Sudden Ensemble – am 11
- AK020: Zeebee – Chemistry
- AK021: Various Artists – Re:Bird
- AK022: Zeebee – Cartoonboom
- AK023: Olivia Louvel – Luna Park Hotel
- AK024: GD Luxxe – Make
- AK025: Zeebee – Priorities
- AK026: Bunny Lake – The Late Night Tapes
- AK027: Bruckmayr – A Little Warning from the Pimps
- AK028: Villalog – Zwei
- AK029: Folklabor – The Slider in Advance
- AK030: Max Müller – Die Nostalgie ist auch nicht mehr das was sie früher einmal war
- AK031: GD Luxxe – Crave
- AK032: Maximilian Freudenschuß – Terror/Karrieren
- AK033: Villalog – Cosmic Sister
- AK034: DDDisco – DDDisco
- AK035: Mäuse – Nichts ist besser als Mäuse